# Leo Matthias
Leo Matthias (* 16. Januar 1893 in Berlin; † 8. September 1970 in Ascona; auch Leo Lawrence Matthias und als Autor L.L. Matthias) war ein deutscher Journalist und Reiseschriftsteller.

## Leben
Matthias studierte Jura, Nationalökonomie und Soziologie in Berlin, München, Genf und Paris. Zwischen 1919 und 1931 war er freier Schriftsteller, Mitarbeiter u. a. der Neuen Rundschau und der Weltbühne. Zum Studium politischer und sozialer Verhältnisse war Matthias länger auf Reisen im Nahen Osten, nach Persien, Indien, Mexiko und Rußland. Er verließ Deutschland 1933. Von 1933 bis 1951 war er Staatsbeamter und Professor für Soziologie in verschiedenen lateinamerikanischen Ländern und in den USA. 1951 kehrte er nach Europa zurück. 1954/55 reiste er nach China. Er lebte bis zu seinem Tod in Ascona in der Schweiz.
Er war etwas länger als ein Jahr mit Lisa Matthias verheiratet (1920–21), die später (ab ca. 1927 bis 31) die "Hauptfreundin" von Kurt Tucholsky war und als solche Vorlage für die "Lottchen"-Figur u. a. in dessen Roman "Schloss Gripsholm" war.
Sein Hauptwerk, Die Kehrseite der USA, zuerst 1964 erschienen, durchlief mehrere Ausgaben und half, auch in der Bundesrepublik ein kritischeres Bild der USA durchzusetzen. Matthias griff die Verherrlichung der amerikanischen Verfassung, die ungleiche Einkommens- und Vermögensverteilung an, den Kalten Krieg, den er als wirtschaftliche Unterwerfung Europas deutete, und kritisierte die Organisation von Religion, Erziehung, Justiz und Militär in den USA.

## Werke
- Der jüngste Tag.Ein groteskes Spiel. Leipzig, Wolff 1914.
- Die Partitur der Welt. Berlin, Ernst Rowohlt 1921.
- Genie und Wahnsinn in Rußland. Geistige Elemente des Aufbaus und Gefahrelemente des Zusammenbruchs. Berlin : Rowohlt 1921.
- Klavier. Komödie in drei Akten. Berlin, Reiss 1922.
- Griff in den Orient, eine Reise und etwas mehr. Leipzig, Bibliographisches Institut 1931.
- Ausflug nach Mexiko. Berlin: Verlag Die Schmiede, 1926.
- Die Entdeckung Amerikas Anno 1953 oder Das geordnete Chaos. Hamburg, Rowohlt 1953.
- China auf eigenen Wegen. Ergebnis einer Reise. Hamburg, Rowohlt 1957.
- Die Kehrseite der USA. Reinbek b. Hamburg, Rowohlt 1963. (als Paperback 1964 unter ISBN 3-499-17918-0)
- Es hing an einem Faden. Reinbek b. Hamburg, Rowohlt 1970. ISBN 3 498 04227 0